# Shades (Andrew Hill)
| Recensione | Giudizio |
| ---------- | -------- |
| AllMusic   | [ 1 ]    |

Shades è un album discografico a nome di Andrew Hill Trio and Quartet, pubblicato dall'etichetta discografica italiana Soul Note Records nel 1987.

## Tracce
Tutti i brani sono stati composti da Andrew Hill.
Lato A
1. Monk's Glimpse – 4:36
2. Tripping – 6:31
3. Chilly Mac – 5:29
4. Ball Square – 5:34

Lato B
1. Domani – 7:28
2. La Verne – 13:43

## Musicisti
- Andrew Hill - pianoforte
- Clifford Jordan - sassofono tenore
- Rufus Reid - contrabbasso
- Ben Riley - batteria

Note aggiuntive
- Giovanni Bonandrini - produttore
- Registrato il 3 e 4 luglio 1986 al Barigozzi Studio di Milano
- Giancarlo Barigozzi - ingegnere delle registrazioni
- Masterizzato al PhonoComp. di Tribiano, Milano
- Gennaro Carone - ingegnere della masterizzazione
- Giuliano Crivelli - copertina LP[2]